# 无神论者的赌注
无神论者的赌注（英語：The Atheist's wager），因迈克尔·马丁发表在他1990年出版的书《无神论：哲学的正信》中而知名，无神论者的赌注是无神论对帕斯卡的赌注中神的存在性的反驳。 
一种无神论者的赌注指出，若神存在，那么神便会嘉奖善人-若神不存在，善人也依旧会留下好的名声。因此，人们应该放弃宗教，好好生活。
另一种理论则认为如果神存在神会嘉奖那些诚实的不信者并惩罚那些不诚实的信徒。

## 进一步分析
无神论者的赌注指出如果一个人仔细分析，他会得出以下的结论：
- 做善事，并相信神的存在，并且的确存在一位善神，这种情况下你可以进入天堂：你的收益为正无穷大。
- 做善事，并不相信神的存在，但的确存在一位善神，这种情况下你可以进入天堂：你的收益为正无穷大。
- 做善事，并相信神的存在，但不存在一位善神，这种情况下你可以留下一个好名声：你的收益为正有限值。
- 做善事，但不相信神的存在，且不存在一位善神，这种情况下你可以留下一个好名声：你的收益为正有限值。
- 做惡事，并相信神的存在，并且的确存在一位善神，这种情况下你会进入地狱：你的收益为负无穷大。
- 做惡事，并不相信神的存在，但的确存在一位善神，这种情况下你会进入地狱：你的收益为负无穷大。
- 做惡事，并相信神的存在，但不存在一位善神，这种情况下你会留下一个坏名声：你的收益为负有限值。
- 做惡事，但不相信神的存在，且不存在一位善神，这种情况下你会留下一个坏名声：你的收益为负有限值。

下方的表格概述了上述的结果：
|             | 一位善神存在 | 一位善神存在 | 善神不存在  | 善神不存在 |
| 信神 (B)    | 不信神 (¬B)  | 信神 (B)     | 不信神 (¬B) |            |
| ----------- | ------------ | ------------ | ----------- | ---------- |
| 做善人 (L)  | +∞ (天堂)    | +∞ (天堂)    | +X (善名)   | +X (善名)  |
| 做惡人 (¬L) | -∞ (地狱)    | -∞ (地狱)    | -X (恶名)   | -X (恶名)  |

由以上推断和表格，马丁认为是否做善事占了主导地位，而对神的信仰反而显得无关紧要。